# ترژبیچ
تْرْژِبیچ (به چکی: Třebíč) شهری در ویسوچینا کشور جمهوری چک است که جمعیت آن در سال ۲۰۰۷ میلادی ۳۸٫۵۹۶ نفر بوده‌است.